# Kamcsatkai határterület
A Kamcsatkai határterület (oroszul Камчатский край) az Oroszországi Föderáció tagja. Székhelye Petropavlovszk-Kamcsatszkij. 2010-ben népessége 322 079 fő volt. Területe 472 300 km². 
A Csukcs Autonóm Körzettel és a Magadani területtel határos.

## Népesség
Területén számos nemzeti kisebbség él. Közülük őshonosak a korjákok, itelmenek és aleutok.

### Települések
A Kamcsatkai határterületen (a 2010. évi népszámláláskor) 3 város, 3 városi jellegű település és 82 falusi település található, mely utóbbiak közül egy lakatlan. A városi jellegű települések száma 1987-ben még 13 volt, a Szovjetunió megszűnése óta azonban sokuk elvesztette e címét és faluvá alakult, Oroszország más területeihez hasonlóan.
A 2010. évi népszámlálás adatai szerint 77% a városi (városokban vagy városi jellegű településeken élő) népesség aránya. Három falu népessége éri el a 3000 főt, melyek együttesen a határterület lakosainak 6%-a számára nyújtanak otthont. A településhálózat döntő részét egymástól távol fekvő néhány száz lakosú falvak alkotják.
Kamcsatka városai a következők (2010. évi népességükkel):
- Petropavlovszk-Kamcsatszkij (179 780)
- Jelizovo (39 569)
- Viljucsinszk (22 905)

## Közigazgatás és önkormányzatok

### Politikai vezetés
A határterület kormányzója: 
- Vlagyimir Ivanovics Iljuhin: 2011-től 2020. április 3-ig, ekkor nyugdíjazását kérte.
- Vlagyimir Viktorovics Szolodov: 2020. április 2. – Putyin elnök rendeletével a kormányzói feladatokat ideiglenesen ellátó megbízott. Kinevezése előtt Jakutföld miniszterelnöke volt. Megbízatása a szeptemberben esedékes kormányzói választásig szól.[1]

A Kamcsatkai határterület (a 2010. évi népszámláláskor) közigazgatási szempontból 11 járásra oszlik, ezen kívül a városok közül Petropavlovszk-Kamcsatszkij és Jelizovo határterületi alárendeltségű, Viljucsinszk pedig zárt városként közvetlenül az Oroszországi Föderáció szövetségi szerveinek van alárendelve, így nem tartoznak egyik járáshoz sem. A járások közül négy az egykori Korják autonóm körzet területén létrehozott Korják körzethez tartozik.
Az önkormányzatok területi beosztása kis mértékben eltér a közigazgatási felosztástól. A 11 járás mindegyikében járási önkormányzat működik, Petropavlovszk-Kamcsatszkij és Viljucsinszk pedig a járásoktól független városi körzetet alkot, melyek egyszintű önkormányzatok, egyszerre gyakorolják a járási és a községi önkormányzati hatásköröket. Szintén városi körzetet alkot a Korják körzet székhelye, Palana városi jellegű település is, ezért bár Palana közigazgatási tekintetben a Tyigili járáshoz tartozik, e járás önkormányzatának hatásköre nem terjed ki rá. Jelizovo városának helyzete viszont éppen fordított, mivel nem alkot városi körzetet, hanem önkormányzati szempontból a Jelizovói járáshoz tartozik. A többi kilenc járási önkormányzat hatásköre a megfelelő közigazgatási járásra terjed ki. A határterületen található 2 községközi terület is, melyek valamely járásnak a községekhez nem tartozó, ritkán lakott területei.
A határterületen tehát 11 járási önkormányzat és 3 városi körzet található, a járásokhoz pedig összesen 5 városi község és 51 falusi község tartozik.
A járások és székhelyeik:
- Aleut járás (Nyikolszkoje)
- Bisztrajai járás (Esszo)
- Jelizovói járás (Jelizovo)
- Milkovói járás (Milkovo)
- Szobolevói járás (Szobolevo)
- Uszty-bolserecki járás (Uszty-Bolsereck)
- Uszty-kamcsatszki járás (Uszty-Kamcsatszk)

A Korják körzet területén található járások (székhelyükkel):
- Karagai járás (Osszora)
- Oljutor járás (Tyilicsiki)
- Penzsinai járás (Kamenszkoje)
- Tyigili járás (Tyigil)